# Agencia de seguridad alimentaria (Azerbaiyán)
La Agencia de la seguridad alimentaria de la República de Azerbaiyán (en azerbaiyano Azərbaycan Respublikasının Qida Təhlükəsizliyi Agentliyi) es una institución estatal bajo la responsabilidad del Gabinete de Azerbaiyán. El órgano fue establecido con el objetivo de garantizar la regulación normativa de la seguridad en la esfera de la alimentación. El jefe del órgano es Goshgar Tahmazli, nombrado por el orden presidencial del 25 de diciembre de 2017.

## Historia
La agencia de la Seguridad Alimentaria fue creada el 10 de febrero de 2017, y la Disposición sobre la Agencia fue firmada el 13 de noviembre de 2017.
Según la orden también fue creada la persona jurídica pública “Instituto de la seguridad alimentaria de Azerbaiyán”.

## Líneas de trabajo
- participar en la realización de la política estatal en la esfera de la seguridad alimentaria;
- realizar la reglamentación, coordinación y control sobre la esfera adecuada;
- desarrollar las normas en la esfera de la seguridad alimentaria
- realizar la registración de los alimentos, fabricados en el país e importados, también su material de embalaje desde el punto de vista de la seguridad alimentaria;
- realizar la supervisión del cumplimiento de la legislación en la esfera de la protección de los derechos de los consumidores de los productos alimentarios;
- emitir licencias y certificados sobre la seguridad alimentaria de los productos, exportados al extranjero;
- garantizar el desarrollo de la esfera de la seguridad alimentaria

## Derechos de agencia
- proponer las iniciativas a ser parte de los acuerdos internacionales en la esfera adecuada;
- solicitar y recibir las informaciones necesitas sobre la esfera adecuada de los órganos de autogobierno estatales y locales;
- controlar la realización de los acuerdos internacionales  en la esfera adecuada, uno de los partes de los que es la República de Azerbaiyán;
- participar en los eventos, conferencias, foros, exposiciones de la esfera adecuada en el país y al extranjero;
- organizar la realización de los eventos, conferencias, foros, exposiciones de la esfera de la seguridad alimentaria en el país y al extranjero;
- estudiar la experiencia de los estados extranjeros en la esfera adecuada;
- realizar la cooperación internacional con los órganos determinados de los países extranjeros y las organizaciones internacionales;
- preparar los proyectos de los acuerdos con los países extranjeros y organizaciones internacionales;
- crear las bases científico-técnicos, económicos y jurídicos.
- presentar los propuestos sobre la realización de los reformas en la esfera adecuada, etc.[5]